# BMT 63rd Street Line
A Linha da Rua 63 (BMT), em inglês:  BMT 63rd Street Line é uma dos linhas de trânsito rápido do metrô de Nova Iorque. Foi inaugurada em 29 de outubro de 1989 (35 anos). Esta linha é uma secção da rede ferroviária que é operada pelo BMT (em inglês:  Brooklyn–Manhattan Transit Corporation), que é uma subdivisão da Divisão B do Metrô de Nova Iorque.
Inicialmente a linha da Rua 63 (BMT) foi construída para a futura extensão de serviços, incluindo uma conexão com a linha projetada Second Avenue Subway, que deverá prover o transporte do Upper East Side de Manhattan. Agora, essa linha é apenas um conector que se estende da linha de Broadway (BMT) da via expressa da estação 57th Street – Seventh Avenue (BMT) para estação Lexington Avenue – 63rd Street (BMT), onde termina.